# Khairpur
Khairpur (in urdu خيرپُور) è una città del Pakistan, situata nella provincia del Sindh.